# The Monrovia Planet
The Monrovia Planet – monrovijski dziennik popularny wydawany od 1886 do 1889 roku, kiedy połączył się z The Monrovia Leader tworząc The Monrovia Messenger. Gazeta zajmowała się głównie sprawami społeczności lokalnej.

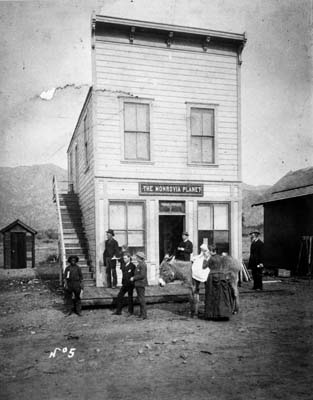
Budynek gazety około 1886 roku.